# Jadigenahalli, Hosakote
Jadigenahalli là một làng thuộc tehsil Hosakote, huyện Bangalore Rural, bang Karnataka, Ấn Độ.